# Isonychus boliviensis
Isonychus boliviensis är en skalbaggsart som beskrevs av Moser 1918. Isonychus boliviensis ingår i släktet Isonychus och familjen Melolonthidae. Inga underarter finns listade i Catalogue of Life.